# Tacoma FD
Tacoma FD é uma série de televisão de comédia americana, dos criadores de Super Troopers. A série estreou em 28 de março de 2019 na truTV. A terceira temporada estreiou em 16 de setembro de 2021. Em novembro de 2021, a série foi renovada para uma quarta temporada.

## Premissa
Tacoma FD acontece "em um departamento de bombeiro em Tacoma, Washington. Com luz em chamas que precisam ser extintas, eles são bombeiros que estão sempre prontos para combater incêndios... mas se vêem enfrentando os elementos menos charmosos do trabalho. Liderando a equipe de bombeiros estão o chefe Terry McConky e o capitão Eddie Penisi."

## Elenco e personagens
- Kevin Heffernan como Chefe Terry McConky
- Steve Lemme como Capitão Eddie Penisi
- Marcus Henderson como Granville "Granny" Smith
- Eugene Cordero como Andy Myawani
- Gabriel Hogan como Ike Crystal
- Hassie Harrison como Lucy McConky

## Episódios
| Temporada | Temporada | Episódios | Episódios | Originalmente exibido  | Originalmente exibido |
| Temporada | Temporada | Episódios | Episódios | Estreia da temporada   | Final da temporada    |
| --------- | --------- | --------- | --------- | ---------------------- | --------------------- |
|           | 1         | 10        | 10        | 28 de março de 2019    | 30 de maio de 2019    |
|           | 2         | 13        | 13        | 26 de março de 2020    | 3 de setembro de 2020 |
|           | 3         | 13        | 13        | 16 de setembro de 2021 | 9 de dezembro de 2021 |

### 1ª Temporada (2019)
| N.º na série | N.º na temp. | Título                   | Dirigido por    | Escrito por                   | Exibição original   | Audiência (milhões) |
| ------------ | ------------ | ------------------------ | --------------- | ----------------------------- | ------------------- | ------------------- |
| 1            | 1            | "On the Hot Seat"        | Kevin Heffernan | Kevin Heffernan & Steve Lemme | 28 de março de 2019 | 0.438               |
| 2            | 2            | "Cop Wars"               | Kevin Heffernan | Kevin Heffernan & Steve Lemme | 4 de abril de 2019  | 0.399               |
| 3            | 3            | "A New Hope"             | Kevin Heffernan | Kevin Heffernan & Steve Lemme | 11 de abril de 2019 | 0.410               |
| 4            | 4            | "Training Day"           | Steve Lemme     | Kevin Heffernan & Steve Lemme | 18 de abril de 2019 | 0.387               |
| 5            | 5            | "The B-Team"             | Steve Lemme     | Sivert Glarum & Michael Jamin | 25 de abril de 2019 | 0.328               |
| 6            | 6            | "Full Moon Fever"        | LP              | Carrie Clifford               | 2 de maio de 2019   | 0.332               |
| 7            | 7            | "Old Flame"              | LP              | Jessica Polonsky              | 9 de maio de 2019   | 0.323               |
| 8            | 8            | "Where's the Beefcake"   | Alex Reid       | Paul Soter                    | 16 de maio de 2019  | 0.227               |
| 9            | 9            | "I'm Eddie Penisi"       | Alex Reid       | Sivert Glarum & Michael Jamin | 23 de maio de 2019  | 0.368               |
| 10           | 10           | "Fire at the Dispensary" | Kevin Heffernan | Kevin Heffernan & Steve Lemme | 30 de maio de 2019  | 0.322               |

### 2ª Temporada (2020)
| N.º na série | N.º na temp. | Título                           | Dirigido por    | Escrito por                     | Exibição original     | Audiência (milhões) |
| ------------ | ------------ | -------------------------------- | --------------- | ------------------------------- | --------------------- | ------------------- |
| 11           | 1            | "Payday"                         | Kevin Heffernan | Kevin Heffernan & Steve Lemme   | 26 de março de 2020   | 0.411               |
| 12           | 2            | "Fire in Sex Town"               | Kevin Heffernan | Natasha Kanury                  | 2 de abril de 2020    | 0.304               |
| 13           | 3            | "Whodunnit"                      | Kevin Heffernan | Carrie Clifford                 | 9 de abril de 2020    | 0.345               |
| 14           | 4            | "Lucy Wants a Friend"            | Steve Lemme     | Emilia Barrosse                 | 16 de abril de 2020   | 0.282               |
| 15           | 5            | "I'm Eddie Pensi...Sr"           | Steve Lemme     | Kevin Heffernan & Steve Lemme   | 23 de abril de 2020   | 0.319               |
| 16           | 6            | "The C - Team"                   | LP              | Mike Culbert & Mike Pellettieri | 30 de abril de 2020   | 0.304               |
| 17           | 7            | "Fire Choir"                     | LP              | Sivert Glarum & Michael Jamin   | 23 de julho de 2020   | 0.198               |
| 18           | 8            | "The Crying GameThe Crying Game" | Nancy Hower     | Paul Soter                      | 30 de julho de 2020   | 0.251               |
| 19           | 9            | "Ike and Mike"                   | Nancy Hower     | Sivert Glarum & Michael Jamin   | 6 de agosto de 2020   | 0.198               |
| 20           | 10           | "Firefighter's Ball Part 1"      | Steve Lemme     | Kevin Heffernan & Steve Lemme   | 13 de agosto de 2020  | 0.270               |
| 21           | 11           | "Firefighter's Ball Part 2"      | Steve Lemme     | Kevin Heffernan & Steve Lemme   | 20 de agosto de 2020  | 0.215               |
| 22           | 12           | "To Nightmare Manor"             | Kevin Heffernan | Mike Culbert & Mike Pellettieri | 27 de agosto de 2020  | 0.303               |
| 23           | 13           | "A Christmas Story"              | Kevin Heffernan | Paul Soter                      | 3 de setembro de 2020 | 0.185               |

### 3ª Temporada (2021)
| N.º na série | N.º na temp. | Título       | Dirigido por    | Escrito por                   | Exibição original      | Audiência (milhões) |
| ------------ | ------------ | ------------ | --------------- | ----------------------------- | ---------------------- | ------------------- |
| 24           | 1            | "Quarantine" | Kevin Heffernan | Kevin Heffernan & Steve Lemme | 16 de setembro de 2021 | 0.31                |

## Produção

### Desenvolvimento
Em 10 de janeiro de 2018, foi anunciado que truTV havia dado à produção um pedido piloto. A série foi criada por membros do grupo de comédia de Broken Lizard, Kevin Heffernan e Steve Lemme, que também devem ser os produtores executivos ao lado de David Miner, Greg Walter e Kyle Clark. As empresas de produção envolvidas com a série incluem a 3 Arts Entertainment e a Silverscreen Pictures. Em 9 de maio de 2018, foi anunciado que truTV deu à produção um pedido de série para uma primeira temporada composta por dez episódios. Em 11 de fevereiro de 2019, foi anunciado que a série estrearia em 28 de março de 2019. truTV renovou para a segunda temporada em 18 de junho de 2019, a qual estreou em 26 de março de 2020. Em 5 de agosto de 2020, truTV renovou a série para uma terceira temporada, que estreou em 16 de setembro de 2021. Em 3 de novembro de 2021, truTV renovou a série para uma quarta temporada.

### Escolha do elenco
Juntamente com o anúncio da ordem do piloto, foi confirmado que Kevin Heffernan e Steve Lemme haviam sido escalados para os papéis principais da série. Em 5 de fevereiro de 2018, foi anunciado que Kirby Bliss Blanton, Marcus Henderson, Eugene Cordero, e Gabriel Hogan se juntaram ao elenco principal do piloto. Em 19 de setembro de 2018, foi noticiado que o papel de Blanton foi reformulado, com Hassie Harrison assumindo o papel de Lucy McConky.

### Filmagens
A fotografia principal do piloto da série deveria começar em fevereiro de 2018. As filmagens para o restante da primeira temporada começaram no final de 2018.

## Recepção

### Prêmios e indicações
| Ano  | Prêmio                | Categoria                                             | Nomeado(s) | Resultado | Ref.   |
| ---- | --------------------- | ----------------------------------------------------- | ---------- | --------- | ------ |
| 2019 | Golden Trailer Awards | Best Comedy (TV Spot / Trailer / Teaser for a Series) | Tacoma FD  | Indicado  | [ 39 ] |